# بغازایچی (اصلاحیه)
بغازایچی (به ترکی استانبولی: Boğaziçi) یک منطقهٔ مسکونی در ترکیه است که در اصلاحیه (شهر) واقع شده‌است. بغازایچی ۳٬۱۵۷ نفر جمعیت دارد و ۵۳۰ متر بالاتر از سطح دریا واقع شده‌است.